# Körösladány
Körösladány (în română Ladani de Criș) este un oraș în districtul Szeghalm, județul Békés, Ungaria, având o populație de 4.807 locuitori (2011). 

## Demografie
Componența etnică a orașului Körösladány
     Maghiari (95,2%)
     Romi (4,06%)
     Necunoscut (0,29%)
     Alții (0,45%)
Componența confesională a orașului Körösladány
     Fără religie (39,55%)
     Reformați (27,4%)
     Romano-catolici (13,81%)
     Necunoscută (17,87%)
     Alte religii (1,75%)
Conform recensământului din 2011, orașul Körösladány avea 4.807 locuitori. Din punct de vedere etnic, majoritatea locuitorilor (95,2%) erau maghiari, cu o minoritate de romi (4,06%). Apartenența etnică nu este cunoscută în cazul a 0,29% din locuitori. Nu există o religie majoritară, locuitorii fiind persoane fără religie (39,55%), reformați (27,4%) și romano-catolici (13,81%). Pentru 17,87% din locuitori nu este cunoscută apartenența confesională.